# Эгоске, Найяра
Найяра Эгоске Экстремадо (исп. Naiara Egozkue Extremado, род. 21 октября 1983, Памплона) — испанская гандболистка, играющая на позиции левой крайней. Четырёхкратная чемпионка Испании, трижды обладательница Кубка Испании, чемпионка Кубка ЕГФ. В составе национальной сборной Испании становилась серебряной призёркой чемпионата Европы, участвовала в летних Олимпийских играх в Рио-де-Жанейро.

## Биография
Найяра Эгоске родилась 21 октября 1983 года в городе Памплона автономного сообщества Наварра. Серьёзно заниматься гандболом начала в возрасте одиннадцати лет, спустя десять лет подписала свой первый профессиональный контракт с командой «Ичако» из Эстельи.

### Клубная карьера
На клубном уровне в период 2009—2012 годов четыре раза подряд побеждала в высшем дивизионе чемпионата Испании, в 2010—2012 годах трижды становилась обладательницей Кубка Испании, а в 2009 году одержала победу на Кубке ЕГФ. В 2008 году также была финалисткой Кубка ЕГФ, но в решающем матче её команда уступила волгоградскому «Динамо».
Когда в «Ичако» и во всём испанском гандболе возник финансовый кризис, на сезон 2012/13 Эгоске перешла в немецкий клуб «Байер 04» из Леверкузена. Однако летом 2014 года вернулась на родину, подписав контракт с одним из ведущих испанских клубов «Мекалиа Атлетико Гуардес» из муниципалитета «А-Гуарда». Показывала в этом коллективе достаточно высокие результаты, в частности в сентябре 2015 года признавалась лучшим игроком месяца испанской лиги.
Сезон 2016/17 провела в испанском клубе Balonmano Zuazo.

### Карьера в сборной
Как игрок национальной сборной Испании дебютировала на женском чемпионате мира 2013 года в Сербии, где в шести играх забила пять мячей. Хотя испанки при этом заняли в общем зачёте лишь 11 место.
Наибольшего успеха на международном уровне добилась в 2014 году на чемпионате Европы, проводившемся одновременно в Венгрии и Хорватии. На предварительном этапе испанки победили всех своих соперниц, Польшу, Россию и Венгрию. Затем на основном групповом этапе проиграли Норвегии и Румынии, но выиграли у Дании — тем самым со второго места пробились в стадию плей-офф. В полуфинальном матче взяли верх над Черногорией, тогда как в решающем финальном противостоянии со счётом 25:28 уступили Норвегии, завоевав тем самым награды серебряного достоинства. Эгоске выходила на площадку во всех восьми играх, забросив в общей сложности шесть мячей.
В 2015 году принимала участие в мировом первенстве в Дании. Здесь на групповом этапе испанские гандболистки одержали три победы и потерпели два поражения, а в 1/8 финала в матче с достаточно спорным судейством с близким счётом 21:22 проиграли француженкам — таким образом расположились в итоговом протоколе соревнований на 12 строке. Эгоске сыграла во всех матчах своей команды и забила 10 голов.
Благодаря череде удачных выступлений Найяра Эгоске удостоилась права защищать честь страны на летних Олимпийских играх 2016 года в Рио-де-Жанейро. На групповом этапе Испания выиграла три матча и два матча проиграла, а в четвертьфинале вновь встретилась с Францией и снова уступила ей с близким счётом 26:27, при этом последние голы забивались уже в овертайме. Испанская команда заняла здесь шестое место.
Позже в 2016 году в составе испанской национальной сборной Эгоске выступила на европейском первенстве в Швеции, где заняла итоговое 11-е место.